# Taiganäbbmus
Taiganäbbmus (Sorex isodon)  är en art i familjen näbbmöss som förekommer i norra Eurasien. Den påminner om vanlig näbbmus (Sorex araneus) men är något större.

## Kännetecken
Kroppens längd är omkring 67 millimeter och därtill kommer svansen som kan vara något över 40 millimeter. Pälsens färg är på ovansidan svartbrun och på undersidan gråbrun. Den skiljer sig från den vanliga näbbmusen genom tändernas form, kromosomerna och kroppslukten.

## Utbredning och habitat
Arten är funnen i ett par fåtal exemplar i Sverige och har främst sitt ursprung längre österut. Utbredningsområdet sträcker sig från Östersjöns östra kustlinje över Ryssland (med undantag av tundran) till Bajkalsjön och bergstrakten Baekdudaegan på Koreahalvön. Som namnet antyder lever den huvudsakligen i taigan och i skogstäckta bergsområden. Habitatet är alltid fuktigt och har en större undervegetation.

## Levnadssätt
Taiganäbbmusen äter små ryggradslösa djur som daggmaskar, spindeldjur samt insekter och deras larver. I viss mån har den även as som föda.
Honor kan para sig upp till tre gånger per år. Per kull föds 5 till 8 ungar som efter lyckad övervintring blir könsmogna. I enstaka fall är ungarna könsmogna samma år. Livslängden går upp till ett och ett halvt år. De dör vanligen när tänderna är sönderslitna.

## Hot och skyddsåtgärder
I vissa regioner hotas arten genom intensivt skogsbruk, jordens försurning och torrläggning av marken men betraktad över hela utbredningsområdet är beståndet säkrad. IUCN listar arten som livskraftig. Taiganäbbmusen ingår i appendix III i Bernkonvensionen.